# Blera nigripes
Blera nigripes är en tvåvingeart som först beskrevs av Charles Howard Curran 1925.  Blera nigripes ingår i släktet stubblomflugor, och familjen blomflugor. Inga underarter finns listade i Catalogue of Life.